# Child's Play (franquia)
Child's Play (Chucky, o Boneco Diabólico (título em Portugal) ou Brinquedo Assassino (título no Brasil)) (também chamado de Chucky) é uma franquia de mídia americana de terror slasher criada por Don Mancini. Os filmes se concentram principalmente em Chucky (dublado por Brad Dourif nos filmes originais e Mark Hamill no reboot), um notório assassino em série que frequentemente escapa da morte realizando um ritual de vodu para transferir sua alma para um boneco "Good Guys". O filme original, Child's Play, foi lançado em 9 de novembro de 1988. O filme gerou seis sequências, uma série de televisão, um remake, histórias em quadrinhos, um videogame e mercadorias associadas. O primeiro, o segundo e o quarto filmes foram sucessos de bilheteria, com todos os filmes ganhando mais de US$ 182 milhões em todo o mundo. Incluindo receitas de vendas de vídeos, DVDs, VOD e mercadorias, a franquia gerou mais de US$ 250 milhões. Ele também ganhou um prêmio Saturno de Melhor Franquia de Terror.
A série de filmes originalmente começou como terror puro com a primeira parcela Child's Play, que parece ter mais elementos de terror psicológico, enquanto as próximas duas parcelas são filmes de terror com elementos de humor negro. Conforme os filmes progrediram, eles se tornaram satíricos e exagerados, até que a série se tornou brevemente uma comédia de terror, com Bride of Chucky de 1998 e Seed of Chucky de 2004. Em 2013, a série voltou com o título Curse of Chucky e foi lançado diretamente em vídeo. Ao contrário de Bride e Seed, Curse of Chucky é um filme de terror completo, muito parecido com os três episódios originais, mas mantém o humor exagerado em um pequeno grau. A sétima parcela da série, intitulada Cult of Chucky, foi lançada em 3 de outubro de 2017. A série de televisão intitulada Chucky foi ao ar em 12 de outubro de 2021, no Syfy e USA Network.
Vários curtas foram feitos com o personagem de Chucky: no lançamento em DVD de Seed of Chucky, um curta-metragem intitulado Chucky's Vacation Slides, ambientado após a filmagem do filme, foi incluído, e uma série de curtas inserindo Chucky nos eventos de outros filmes de terror intitulados Chucky Invades foi lançado no período que antecedeu o lançamento de Curse of Chucky. Na televisão, Chucky apareceu em comerciais e também no Saturday Night Live, com um dublador separado dando voz ao personagem. Chucky apareceu em um segmento pré-gravado durante um episódio de outubro de 1998 do programa Monday Nitro do World Championship Wrestling como um heel, provocando o lutador Rick Steiner, que era um face na época e promovendo Bride of Chucky.

## Filmes
| Filme           | Data de lançamento     | Diretor(es)    | Roteirista(s)                         | Produtor(es)                          |
| Série original  | Série original         | Série original | Série original                        | Série original                        |
| --------------- | ---------------------- | -------------- | ------------------------------------- | ------------------------------------- |
| Child's Play    | 09 de novembro de 1988 | Tom Holland    | Don Mancini, John Lafia e Tom Holland | David Kirschner                       |
| Child's Play 2  | 09 de novembro de 1990 | John Lafia     | Don Mancini                           | David Kirschner                       |
| Child's Play 3  | 30 de agosto de 1991   | Jack Bender    | Don Mancini                           | Robert Latham Brown                   |
| Bride of Chucky | 16 de outubro de 1998  | Ronny Yu       | Don Mancini                           | David Kirschner e Grace Gilroy        |
| Seed of Chucky  | 12 de novembro de 2004 | Don Mancini    | Don Mancini                           | David Kirschner e Corey Sienega       |
| Curse of Chucky | 24 de setembro de 2013 | Don Mancini    | Don Mancini                           | David Kirschner                       |
| Cult of Chucky  | 03 de outubro de 2017  | Don Mancini    | Don Mancini                           | David Kirschner e Ogden Gavanski      |
| Reboot          |                        |                |                                       |                                       |
| Child's Play    | 21 de junho de 2019    | Lars Klevberg  | Tyler Burton Smith                    | David Katzenberg e Seth Grahame-Smith |

### Child's Play(1988)
Child's Play é o primeiro e único filme da série a ser distribuído pela Metro-Goldwyn-Mayer/United Artists antes da franquia ser vendida para a Universal Pictures. O filme é dirigido por Tom Holland. A história também foi escrita por Holland, John Lafia e Don Mancini, e estrelada por Catherine Hicks como Karen Barclay, Chris Sarandon como o oficial Mike Norris, Alex Vincent (em sua primeira atuação no cinema) como Andy Barclay e Brad Dourif como Charles Lee Ray e a voz de Chucky. O filme foi lançado em 9 de novembro de 1988. Situado em Chicago, um serial killer e praticante de vodu chamado Charles Lee Ray, ou "Chucky", é mortalmente ferido após ser baleado no peito por um policial e transfere sua alma por meio de um ritual de vodu em um boneco de tamanho infantil. O boneco é encontrado por um mascate sem-teto e vendido para Karen Barclay, que a dá ao filho Andy como presente de aniversário. A amiga de Karen, Maggie, é morta por um agressor fora da tela (Chucky) com um martelo de brinquedo, antes de ela tropeçar e cair da janela da cozinha para a morte. Karen não acredita em Andy quando ele diz "Chucky fez isso!".
No dia seguinte, Andy mata a aula na escola com Chucky para encontrar o antigo parceiro de Chucky, Eddie Caputo, que o abandonou algumas noites atrás. Ele invade a casa de Eddie e o mata desligando a chama do fogão e ligando o gás. Eddie dispara sua arma no fogão, pensando que é um intruso, e a casa explode, matando Eddie. Depois que Andy é internado por suas acusações contra o boneco, Karen percebe que Chucky nunca teve baterias colocadas nele, provando que Andy estava certo. Depois que ela ameaça jogá-lo no fogo, Chucky ganha vida em suas mãos, mordendo-a no braço e escapando do prédio para encontrar e se vingar de Mike Norris, o policial que matou Chucky na outra noite.
Conforme o tempo passa, Chucky percebe que tem que tirar sua alma do boneco antes que ele se transforme em humano e a transferência se torne permanente, e assim ele tem que possuir a primeira pessoa a quem contou seu segredo... Andy. Ele acaba sendo espancado de três maneiras: Ele é queimado, mas sobrevive, e então ele é baleado em pedaços, mas de alguma forma ainda sobrevive. Finalmente, ele leva um tiro no coração, o que o mata. Enquanto Andy, Karen e Mike vão para o hospital, Andy olha para os restos mortais de Chucky, sabendo que a luta ainda não acabou, antes que o filme vá para um congelamento e depois desvanece para preto.

### Child's Play 2(1990)
Child's Play 2 é o segundo filme da série e o primeiro filme produzido pela Universal Pictures. O filme é dirigido por John Lafia e escrito por Mancini. Alex Vincent repete seu papel como Andy Barclay e Brad Dourif retorna como a voz de Chucky, respectivamente. O filme foi lançado em 9 de novembro de 1990. O filme se passa em 1990, dois anos após os acontecimentos do primeiro filme. Enquanto Andy agora está vivendo em um orfanato (como ficou implícito que sua mãe foi enviada para um asilo de loucos após os eventos do filme anterior), o fabricante do boneco, Play Pals, assumiu uma postura corporativa positiva e reconstruiu o boneco para provar que não há nada de errado com a marca Good Guys. Depois que um mau funcionamento elétrico traz Chucky de volta à vida em um novo boneco Good Guys, ele continua a seguir Andy para transferir sua alma de seu corpo de boneco antes que ele se torne novamente sua forma permanente. Ele se infiltra no lar adotivo para espionar Andy. Ele eventualmente o segue para a escola, sabota seu trabalho escolar ao escrever obscenidades nele e Andy é detido. Quando Andy foge de volta para casa, Chucky (que foi colocado em um armário pela professora) a mata brutalmente com um pedaço de pau.
Um tempo depois, Chucky tenta transferir sua alma para Andy antes que Kyle (irmã adotiva de Andy, interpretada por Christine Elise) entre pela janela após um encontro com seu namorado e desata Andy. Chucky, depois de ser jogado no porão, percebe que está tendo uma hemorragia nasal, indicando que ele está se tornando humano com o passar do tempo. Ele tenta pela última vez possuir o corpo de Andy depois que mata sua mãe adotiva e ataca Kyle, forçando-a a levá-lo ao novo local de Andy. (Andy foi levado de volta ao centro adotivo depois que Chucky matou seu pai adotivo em uma cena anterior.) Quando Kyle e Andy se encontram (Chucky secretamente segura uma faca no pescoço de Kyle para o caso de algo dar errado), a gerente do centro adotivo Grace Pole leva Chucky de Kyle. Chucky torna sua presença sinistra conhecida e a mata. Enquanto Andy e Chucky sobem na parte de trás de um caminhão de correio, Kyle os segue no carro.
Eles finalmente chegam à fábrica Play Pals e Chucky nocauteia Andy para transferir sua alma de uma vez por todas. Chucky diz o cântico, mas descobre que é tarde demais e fica preso em sua forma de boneco para sempre. Agora sem opção, ele decide matar Andy. Ele persegue Andy e Kyle pela fábrica antes que seu braço fique preso em uma porta trancada. Ele o puxa e o substitui por uma faca. Depois de ser grampeado em uma placa, Chucky tenta argumentar com Andy antes de ser enviado para uma máquina, cortando o boneco ao meio na cintura. Chucky escapa da máquina e, enquanto se move em um carrinho, diz a Andy que quer matá-lo. Andy nota um barril de plástico derretido e Chucky implora para ele não abri-lo. Quando Andy o faz, Chucky grita de dor quando sua pele de plástico queima e derrete, provavelmente matando-o. Quando os dois examinam seu corpo, Chucky dá um pulo, tentando atacar Kyle. Andy entrega a ela uma mangueira de ar, e Kyle a enfia na boca de Chucky, fazendo com que sua cabeça se encha de ar e exploda, matando-o mais uma vez. Quando os dois saem da fábrica, Andy pergunta onde é a casa deles e Kyle diz que ela não sabe.
No final prolongado alternativo apenas televisionado, a cuba de plástico é mostrada, revelando um pedaço da cabeça de Chucky que caiu depois que ele foi morto. Ele afunda, resultando na construção de uma nova cabeça. Ele dá um sorriso maligno e o filme termina.

### Child's Play 3(1991)
Child's Play 3 é o terceiro filme da série, e o último filme a ser intitulado como Child's Play antes de o título ser alterado para Chucky. O filme é dirigido por Jack Bender, escrito por Mancini, e Dourif reprisou mais uma vez seu papel como Chucky, enquanto Alex Vincent foi substituído como Andy Barclay por Justin Whalin como uma versão mais velha de Andy e um elenco de apoio de Perrey Reeves e Jeremy Sylvers . O filme foi lançado em 30 de agosto de 1991.
Ambientado em 1998, oito anos após os eventos do segundo filme, a fábrica de Good Guys reabriu após a publicidade negativa, e conforme os restos de Chucky são removidos, parte de seu sangue pinga em um tanque de plástico derretido sendo usado para recuperar moldar a linha Good Guys. Chucky retorna em um novo corpo, indo à caça de Andy Barclay, agora com 16 anos, que partiu para frequentar uma academia militar após os eventos dos dois primeiros filmes. Ao tentar entrar em contato com Andy, Chucky encontra um novo garoto, Ronald Tyler, com quem ele compartilha seu "segredo". Um novo corpo do boneco Good Guys traz consigo a possibilidade de possuir outra pessoa, e Chucky planeja restaurar sua alma à sua forma humana através de Tyler, enquanto Andy tenta parar o serial killer de uma vez por todas.

### Bride of Chucky(1998)
O filme começa um mês após os eventos de Child's Play 3. Ao contrário dos três primeiros filmes, este filme se concentra inteiramente em Chucky e Tiffany. A ex-namorada de Charles Lee Ray e sua cúmplice, Tiffany Valentine, adquire os restos mortais de Chucky, costura e grampeia-os juntos e, por meio de um ritual de vodu, revive Charles Lee Ray, embora de uma forma muito diferente. Chucky mata Tiffany, transferindo sua alma para uma boneca noiva, e os dois assassinos forçam um jovem casal, Jesse e Jade (Nick Stabile e Katherine Heigl), a levá-los ao túmulo de Ray, onde Chucky planeja usar um amuleto de vodu para finalmente conseguir um novo corpo. No final, Tiffany, ainda como uma boneca, dá à luz e o recém-nascido ataca um detetive. Ninguém sabe se o detetive está vivo ou morto enquanto a tela fica preta e os créditos finais rolam.

### Seed of Chucky(2004)
Seed of Chucky é a quinta parcela, e o primeiro filme com exceção do Child's Play original a não ser distribuído pela Universal Pictures. O filho de Chucky e Tiffany, Glen, encontra seus pais seis anos depois, em 2004, e os traz de volta à vida, mas fica horrorizado com seus assassinatos. Chucky e Tiffany forçam a gravidez da atriz Jennifer Tilly, que é acelerada por magia vodu. Glen sofre de um transtorno de personalidade dividida, tendo uma alma masculina e uma feminina em seu corpo, e desmembra seu pai. Tiffany usa o ritual para assumir o controle do corpo de Tilly e como Tilly tem gêmeos, a dupla personalidade de Glen agora tem um corpo próprio. Em um epílogo ambientado cinco anos depois, em 2009, um dos braços decepados de Chucky é enviado para a casa de sua família, onde ataca o agora humano Glen.

### Curse of Chucky(2013)
Curse of Chucky é o primeiro filme direto para vídeo da série e a sexta parcela. Em 2013, nove anos após os eventos do quinto filme e quatro anos após seu epílogo, Chucky é entregue na casa da família de Nica e Sarah Pierce, onde Chucky aterroriza e mata a família um por um. Chucky é movido por vingança, pois Sarah foi quem chamou a polícia enquanto ele ainda era humano, levando à sua morte original no primeiro filme pelo detetive Mike Norris e responsável pela deficiência de Nica. Nica sobrevive, mas é internada e responsabilizada pelos assassinatos. Chucky é recolhido por Tiffany, que o entrega a Alice. Chucky transfere com sucesso sua alma para a de Alice enquanto faz o ritual da alma e a câmera se move para revelar a avó de Alice emergindo do porão, com um saco plástico em volta da cabeça, morrendo lentamente. Seis meses depois, Chucky é enviado para sua próxima vítima, que se revela ser ninguém menos que seu inimigo original dos três primeiros filmes, Andy Barclay, que aponta uma espingarda para Chucky e atira em sua cabeça.

### Cult of Chucky(2017)
Segundo filme direto para vídeo e sétima parcela da franquia, se passa em 2017, quatro anos depois de Curse of Chucky. Depois que a cabeça de Chucky recebeu um tiro de Andy, ele ainda está vivo de alguma maneira, conforme Andy a tortura com um lança-chamas. Enquanto isso, Nica está na instituição psiquiátrica e encontra alguns dos pacientes lá, já que Chucky de alguma forma chega lá completamente ileso, com uma nova cabeça, corpo e tudo. Ele continua mais uma onda de assassinatos, matando funcionários descrentes e inquilinos da instituição com vários truques dramáticos. Quando Andy descobre o plano de Chucky, ele consegue ser admitido para desarmar a trama vodu recém-criada do boneco. Mas no final, Nica acaba sendo possuída por Chucky, o que faz com que ela ganhe a habilidade de andar e parte com Tiffany. Em outra cena pós-crédito, a cabeça decepada de Chucky é vista ainda na cabana de Andy, quando outro rosto familiar entra, Kyle (Christine Elise). Ela diz a Chucky que Andy a mandou para lá, insinuando que Andy fugiu da instituição, e diz "Vamos nos divertir um pouco". Ela se aproxima e começa a torturá-lo enquanto a tela fica preta e os gritos de Chucky podem ser ouvidos.

### Child's Play(2019)
A versão 2019 do filme é um remake do filme de 1988, dando um toque moderno à história de origem de Chucky. Em vez de um boneco do Good Guys assumindo a alma de um assassino em série morto, este Chucky é uma IA desonesta (um boneco "Buddi" com a capacidade de controlar toda a tecnologia em uma casa remotamente através da nuvem) que se torna autoconsciente e violento depois que um funcionário descontente da fábrica desabilitou todos os seus recursos de segurança como um ato de rancor. Andy Barclay agora é retratado como um menino de 13 anos que mora com sua mãe, Karen, em um novo prédio de apartamentos em Chicago, que acha o boneco do mal útil para assustar o namorado detestável de sua mãe, se nada mais. Enquanto usa o Buddi Chucky se divertindo com seus novos amigos Falyn e Pugg, ele se agarra a Andy pelo quadril e, com seus inibidores de violência desligados, começa a matar aqueles que não gostam de Andy (começando com o gato da família, Mickey Rooney, que feriu Andy, arranhando-o). Uma vez que o boneco mata o namorado de sua mãe e entrega seu rosto esfolado no quarto de Andy, ele percebe que ele é mau e precisa ser destruído - mas Buddi prova ser muito mais fácil de encontrar do que perder. Com ninguém acreditando em sua história sobre o boneco que se tornou mau, Andy tem que enfrentar o próprio Chucky e parar sua violência assassina.

### Futuro
Em outubro de 2017, Don Mancini afirmou que pretende ter Glen e Glenda de Seed of Chucky de volta em um filme futuro, e reconheceu que a maioria das referências a esse personagem foram cortadas de Cult of Chucky. Em fevereiro de 2018, uma série de televisão de Child's Play foi anunciada como estando em andamento, com o objetivo de ser uma continuação do arco de história do filme. Mancini afirmou ainda que, a partir do programa de TV, os longas-metragens continuarão a ser desenvolvidos no futuro.
Em uma entrevista ao Bloody Disgusting, Mancini discutiu o potencial de um filme de Child's Play ambientado em um trem, bem como revelando planos para um filme cruzado com a franquia A Nightmare on Elm Street, provisoriamente referida como Child's Play on Elm Street.
Eu gostaria de fazer Freddy e Chucky, só porque acho que eles seriam um ato duplo divertido. Estou mais interessado nos personagens. Meu argumento de venda para Freddy vs. Chucky é Child's Play on Elm Street. Chucky acaba na casa de um garoto na Elm Street, e Chucky e Freddy inevitavelmente se encontram na paisagem dos sonhos. Chucky dorme. Por que não? Chucky dorme, Chucky sonha. E eles têm essa admiração um pelo outro. Mas eles percebem rapidamente que Elm Street não é grande o suficiente para os dois, então em um riff de Dirty Rotten Scoundrels eles fazem um concurso: quem pode matar mais adolescentes antes do nascer do sol?
Em setembro de 2017, em uma entrevista separada para o Cinema Blend, Mancini confirmou sua intenção de fazer o filme crossover, descrevendo-o como "legal e factível", confirmando que o filme seria intitulado Child's Play on Elm Street e que ele estava atualmente em discussão com New Line Cinema sobre o filme. A base para um filme cruzado foi anteriormente lançada em Bride of Chucky, em que a luva laminada de Freddy Krueger apareceu no depósito de evidências da polícia de Lockport no início do filme.
Em julho de 2021, durante uma entrevista à Entertainment Weekly, enquanto promovia a série de televisão Chucky, Don Mancini confirmou que Chucky realmente retornará para futuros filmes.

## Curtas
| Filme                    | Data de lançamento | Diretor(es) | Roteirista(s) | Produtor(es)    |
| ------------------------ | ------------------ | ----------- | ------------- | --------------- |
| Chucky's Vacation Slides | 2005               | Don Mancini | Don Mancini   | David Kirschner |
| Chucky Invades           | 2013               | Don Mancini | Don Mancini   | David Kirschner |

### Chucky's Vacation Slides(2005)
No lançamento em DVD e Blu-ray da mídia doméstica de Seed of Chucky em 2005, um curta-metragem intitulado Chucky's Vacation Slides foi incluído nos recursos especiais. O curta, ambientado após as filmagens de Seed of Chucky, segue as estrelas de cinema Chucky, Tiffany e Glen após terem retornado de férias com a família. Enquanto navegava pelas fotos de suas férias em um projetor de slides, Tiffany percebe vários cadáveres no fundo de certas fotos, percebendo que Chucky está matando pessoas novamente. Tiffany vai embora, com um Glen perturbado e doente, enquanto Chucky continua a ver as fotos. Depois que um entregador chega com uma pizza, Chucky o leva até sua garagem e o mata fora da tela. Brad Dourif, Jennifer Tilly e Billy Boyd reprisam seus papéis dos filmes.

### Chucky Invades(2013)
Antes do lançamento do DVD de Curse of Chucky em 2013, uma série de vídeos de curtas foi lançada. Os clipes mostravam Chucky interrompendo os eventos de vários outros filmes de terror. Brad Dourif e Edan Gross reprisaram seus papéis como Chucky e Boneco Good Guys, respectivamente.
- O primeiro clipe, Chucky invades Psycho, mostra Chucky usando uma escada para matar Marion Crane no chuveiro; ele é então descoberto por Norman Bates. Janet Leigh e Anthony Perkins aparecem em imagens de arquivo.[9]
- O segundo clipe, Chucky invades The Purge, mostra Chucky invadindo a casa da família Sandin. Ethan Hawke, Lena Headey, Adelaide Kane e Max Burkholder aparecem em imagens de arquivo. O filme foi desenhado na forma de um trailer de filme.[10]
- O terceiro clipe, Chucky invades Mama, segue Chucky enquanto ele se esconde debaixo da cama de Victoria Desange antes de atacá-la. Jessica Chastain e Isabelle Nélisse aparecem em imagens de arquivo.
- O quarto clipe, Chucky invades Drag Me to Hell, segue Chucky atacando Christine Brown em seu carro. Alison Lohman aparece em imagens de arquivo.

## Televisão
| Série  | Temporada | Episódios | Lançado pela primeira vez | Lançado pela última vez | Showrunner  | Emissora(s)        |
| ------ | --------- | --------- | ------------------------- | ----------------------- | ----------- | ------------------ |
| Chucky | 1         | 8         | 12 de outubro de 2021     | ASA                     | Don Mancini | Syfy e USA Network |

### Chucky(série de televisão)
Em fevereiro de 2018, uma série de televisão foi anunciada para estar em desenvolvimento com o envolvimento do criador da franquia Don Mancini e do produtor David Kirschner. O show terá continuidade com a série de filmes original e será uma continuação dessa história. Mancini afirmou que, além da série de TV, os longas-metragens continuarão a ser desenvolvidos. Em junho do mesmo ano, foi confirmado que Brad Dourif voltaria para a série de 8 episódios para dar voz a Charles Lee "Chucky" Ray.
Em janeiro de 2019, o Syfy Wire anunciou que a série iria ao ar no Syfy com Mancini escrevendo e sendo produtor executivo com David Kirschner e Nick Antosca. Antosca revelou que o título atual da série é Chucky. Mancini anunciou que a série será lançada em 2020.
Um ano após seu anúncio, o Syfy deu sinal verde para o show direto para a série com Mancini definido para dirigir o primeiro episódio; ele também escreveu o piloto. As filmagens começaram em 22 de março e terminaram em 11 de agosto de 2021. Em 17 de julho de 2020, o primeiro teaser foi lançado sobre a série de TV.
Nesse mesmo mês, foi divulgada a sinopse oficial:
Na série, intitulada Chucky, depois que um boneco Chucky vintage aparece em uma venda de quintal no subúrbio, uma idílica cidade americana é lançada no caos quando uma série de assassinatos horríveis começa a expor as hipocrisias e segredos da cidade. Enquanto isso, a chegada de inimigos e aliados do passado de Chucky ameaça expor a verdade por trás dos assassinatos, bem como as origens incontáveis do boneco demônio como uma criança aparentemente comum que de alguma forma se tornou esse monstro notório. Syfy
Em 5 de março de 2021, foi confirmado que Jennifer Tilly reprisaria seu papel como Tiffany na série. Outros membros do elenco também foram anunciados, incluindo Zackary Arthur, Teo Briones, Alyvia Alyn Lind, Björgvin Arnarson e Devon Sawa, com breves descrições de seus personagens lançadas junto com eles, com exceção de Sawa, cujo papel recorrente na série ainda sem ser divulgado. Em 23 de março, via Bloody Disgusting, Fiona Dourif foi confirmada para entrar na série. Em 1 de abril de 2021, Don Mancini anunciou junto com um segundo teaser que a série estava oficialmente em produção. Em 2 de abril de 2021, Lexa Doig e Barbara Alyn Woods foram anunciadas para se juntarem ao elenco da série. Em 6 de abril de 2021, foi confirmado que Alex Vincent e Christine Elise McCarthy irão repetir seus papéis como Andy Barclay e Kyle. A série estreou em 12 de outubro de 2021.